# La Hoguette
La Hoguette är en kommun i departementet Calvados i regionen Normandie i norra Frankrike. Kommunen ligger i kantonen Falaise-Sud som ligger i arrondissementet Caen. År 2022 hade La Hoguette 664 invånare.

## Befolkningsutveckling
Antalet invånare i kommunen La Hoguette
Referens: INSEE